# Kelley O'Hara
Kelley O'Hara, née le 4 août 1988 à Fayetteville aux États-Unis, est une joueuse internationale américaine de soccer. Elle évolue au poste d'arrière latérale gauche/ailière en équipe nationale et en tant qu'attaquante/défenseuse aux Gotham FC. Elle reçoit en 2009 le Trophée Hermann, jouant à l'époque au poste d'attaquante pour l'équipe féminine de football de l'université Stanford.
Elle détient le troisième record de buts inscrits en équipe nationale U-20 et le sixième en nombre de sélections. Elle dispute avec l'équipe senior la Coupe du monde de football féminin 2011 et les Jeux Olympiques d'été 2012 à Londres où elle est l'une des trois joueuses américaines ayant joué chaque minute du tournoi.
Le 2 mai 2024, elle annonce sur le média Just Women's Sports la prise de sa retraite professionnelle à la fin de la saison du championnat de NWSL.

## Biographie

### Carrière en club
De 2006 à 2009, elle étudie à l'université de Stanford où elle joue attaquante pour le Cardinal de Stanford . Au cours de plusieurs saisons, elle aide son équipe universitaire à atteindre les séries éliminatoires dans première division NCAA. En 2009, O'Hara reçoit le Trophée Hermann, remis à la joueuse universitaire la plus utile pour son équipe.
À la fin de ses études, elle joue pour les Pali Blues (marquant quatre buts) et aide l'équipe à conquérir le championnat de la W-League. En 2010, elle est repêchée par le FC Gold Pride de la ligue professionnelle américaine Women's Professional Soccer. Sa saison 2010 est bonne et elle contribue à la conquête du championnat de la ligue. À l'inter-saison 2010-2011, les propriétaires du FC Gold Pride annoncent que l'équipe a des pertes de 5 millions $ sur deux ans et va cesser ses activités. O'Hara est alors recrutée par Boston Breakers. Elle y joue la saison 2011.
Le 11 janvier 2013, elle est mise à disposition du Sky Blue FC, jouant dans la nouvelle National Women's Soccer League.
Passée par l'Utah Royals FC en 2019, elle rejoint le Spirits de Washington avec lequel elle gagnera un titre de championne de NWSL en 2021, marquant elle-même un but de la tête en finale.
En 2022, elle rejoint le Gotham du NY/NJ et remporte à nouveau le titre de championne de NWSL en 2023.

### En sélection nationale
O'Hara fut membre de la sélection nationale des moins de 20 ans aux États-Unis et a participé à la Coupe du monde U-20 2006 en Russie. O'Hara marque deux buts dans ce tournoi. Elle est également la première joueuse dans le tournoi à être expulsé d'un match, après avoir récolté deux cartons jaunes lors du match contre l'Argentine. O'Hara rejoint la sélection nationale U-20 aux Jeux panaméricains de 2007 et elle marque quatre buts dans le tournoi. En février 2008, O'Hara retourne avec la sélection des moins de 20 ans pour le Tournoi des quatre nations tenu au Chili. Sa dernière apparition pour les américaines U-20 est en juillet 2008, au Championnat de la CONCACAF U-20 au Mexique. O'Hara aide alors l'équipe nationale U-20 à se qualifier pour la Coupe du monde féminine U-20 tenu au Chili.
Elle est admise dans l'équipe nationale seniore des États-Unis lors du camp d'entraînement de décembre 2009 et participe au camp de formation  en janvier 2010 pour les préparatifs de la Coupe de l'Algarve 2010. O'Hara marque son premier but en équipe nationale senior en mars 2010 au cours d'un match contre le Mexique. Elle participe à la Coupe du monde 2011 en Allemagne.
Elle fait partie de l'équipe américaine championne olympique aux Jeux olympiques d'été de 2012.
En 2023, elle fait partie des 23 joueuses sélectionnées par Vlatko Andonovski pour participer à la coupe du monde.

## Palmarès
- Vainqueur des Jeux olympiques d'été de 2012 ;
- Vainqueur de la Coupe du monde 2015 et de la Coupe du monde 2019 ;
- Vainqueur de la Coupe SheBelieves, éditions 2016 et 2018.

## Distinctions individuelles
- Nommée dans l'équipe type de la FIFA FIFPro Women's World11 en 2019.